# 엘치촌산

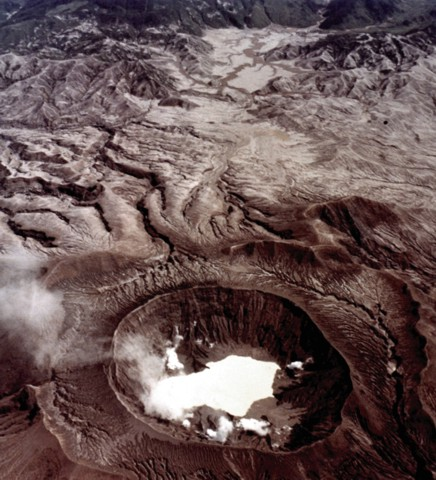

엘치촌산(El Chichón)은 멕시코 동남부에 있는 화산이다. 이 화산은 종상 화산으로, 휴화산이었다가 1982년 다시 분출하며 활화산으로 정해진 화산이다. 멕시코의 치아파스주에 위치하며, 1982년 대분화(화산 폭발 지수 5)는 무려 2,000명의 목숨을 앗아갔다. 화산재로 인한 피해가 심각했으며, 분화 후 화산의 꼭대기에 칼데라가 생겼다.